# Ricardo Horta
Ricardo Jorge da Luz Horta, född 15 september 1994, är en portugisisk fotbollsspelare som spelar för Braga och Portugals landslag.

## Landslagskarriär
Horta debuterade för Portugals landslag den 7 september 2014 i en 0–1-förlust mot Albanien, där han blev inbytt i den 56:e minuten mot William Carvalho.